# Anosibe Ambohiby
Anosibe Ambohiby è un villaggio malgascio del distretto di Tsiroanomandidy, nella regione di Bongolava. È situato nel cratere vulcanico del Massiccio dell'Ambohiby, 8 chilometri a nord-est di Antaniditra. Il nome Anosibe si traduce in "grande isola", in riferimento ai quattro corsi d'acqua che circondano il villaggio su tutti i lati.

## Storia
Anosibe Ambohiby è stata fondata nel 2008 da un gruppo di agricoltori di etnia Betsileo provenienti dal distretto di Manandriana, situato circa 380 km a sud, che si trasferirono qui a causa del sovraffollamento della loro regione di origine e attratti dagli ampi appezzamenti di terreno disabitati che offriva il Massiccio dell'Ambohiby. Nel villaggio vengono coltivati colture da reddito, principalmente agrumi, che vengono poi commerciate nei mercati delle città vicine. Nella zona non sono presenti strade asfaltate, il che rende spostarsi dentro e fuori dal villaggio complicato. Nel 2023, il villaggio era composto da circa 50 case e aveva una popolazione attorno ai 300 abitanti.

## Geografia
Il villaggio si trova al centro del cratere del massiccio dell'Ambohiby, formatosi nel Cretaceo superiore, ed è circondato da quattro corsi d'acqua a nord, sud, est e ovest.

## Amministrazione
Anosibe Ambohiby è governata dagli anziani del villaggio. Non si hanno informazioni circa i suoi rapporti con il governo centrale, ma presumibilmente non sono presenti.

## Popolazione
I 300 abitanti di Anosibe Ambohiby appartengono all'etnia Betsileo e sono originari del distretto di Manadriana nel Madagascar centrale.

## Documentazione
Il villaggio non è formalmente riconosciuto dal governo malgascio, e fino al 2023 non era contrassegnato su Google Maps. In quell'anno Cristophe Haubursin, giornalista della testata statunitense Vox, scopre per caso il villaggio su Google Earth e, non riuscendo a trovare informazioni sullo stesso, decide di iniziare un'investigazione giornalistica per scoprire il nome e la storia del luogo. Quest'ultima è stata pubblicata sotto forma di video su YouTube nel dicembre del 2023, e costituisce la prima documentazione accertata del villaggio.